# Los hijos del sol (álbum)
Los hijos del sol es el título del sexto álbum de estudio oficial grabado por el cantautor venezolano Ricardo Montaner. Fue lanzado al mercado por la empresa discográfica TH-Rodven a finales de 1992 y es considerado por algunos como la continuación del álbum anterior En el último lugar del mundo (1991), que también vino a representar un "cierre de ciclo" para Ricardo Montaner, ya que este va a ser el último disco que él publicara con la empresa discográfica TH-Rodven, sello que prácticamente lo dio a conocer en el mundo de la música.

## Antecedentes
En un principio, y ya habiendo sido grabado completamente la totalidad del disco, se tenía pensado titular a este álbum como: "Al final del arco iris", título de uno de los temas que conforman esta producción musical, pero a última hora, se tomó decisión de llamarlo: "Los hijos del sol", canción que nos habla de la niñez abandonada y los niños de la calle, que desde muy temprana edad tienen que trabajar para ganarse la vida...

## Promoción
El primer sencillo que se extrae de este disco para su promoción en la radio es el tema "Castillo azul", lanzado en el mes de octubre de 1992, canción que no tarda mucho en posicionarse en los primeros lugares del ranking radial... Una balada romántica muy al estilo del que ya nos tiene acostumbrados este cantautor venezolano. Le siguieron luego de este primer éxito, temas como: "Piel adentro", otra balada que tuvo buena aceptación por parte del público; "Sabor a nada", canción interpretada originalmente por el cantautor argentino Palito Ortega; "Media naranja", "Los hijos del sol" y, la que se considera una de las joyas de este álbum, la canción de: "Al final del arco iris", tema que según el mismo Ricardo (escritor de la letra) es la segunda parte del tema "Déjame llorar", una de las mejores canciones incluida en su trabajo inmediato anterior. "Al final del arco iris" es una canción que nos habla de ella -la que murió en "Déjame llorar" hablando desde el más allá tratando de consolarlo a él -el que aún vive aquí- en medio del dolor que envuelve su luto por haberla perdido … El tema se posicionó muy bien recién apenas fue lanzado como sencillo.
La presentación al público de este álbum, Ricardo la realizó en México.

## Lista de canciones
| Los hijos del sol |                           |                                                                |          |  |
| N.º               | Título                    | Escritor(es)                                                   | Duración |  |
| 1.                | «Castillo azul»           | Ricardo Montaner · Steve Roitstein                             | 3:59     |  |
| 2.                | «Vivir con ánimo»         | Ricardo Montaner                                               | 3:40     |  |
| 3.                | «Piel adentro»            | Ricardo Montaner · Tejada · Tejada                             | 4:02     |  |
| 4.                | «No me entregues tu amor» | Dewsbury · Taylor                                              | 3:08     |  |
| 5.                | «Al final del arcoíris»   | Ricardo Montaner · Ilan Chester                                | 3:51     |  |
| 6.                | «Media naranja»           | Losada · Maroto · Ricardo Montaner                             | 3:18     |  |
| 7.                | «Los hijos del sol»       | Ricardo Montaner · Jorges                                      | 5:12     |  |
| 8.                | «Sabor a nada»            | Palito Ortega · Ramos                                          | 3:58     |  |
| 9.                | «Con amor»                | Brasileiro · Lelys Adapt: al español: Ricardo Montaner         | 3:39     |  |
| 10.               | «Cuando nacen amores»     | Ciani · A. Cogliati                                            | 4:04     |  |
| 11.               | «Honda»                   | Mauro Motta · Carlos Colla Adapt: al español: Ricardo Montaner | 4:32     |  |
| 12.               | «A dónde vas mujer»       | Losada · Ricardo Montaner · Vega                               | 4:51     |  |

- Datos: Q5980936